# Tysklands ambassad i Jakarta
Tysklands ambassad i Jakarta (tyska: Deutsche Botschaft Jakarta) är belägen i Menteng i Jakartas centrum. Ambassaden invigdes 1952, och finns inuti ett åttavåningshus, som totalrenoverats åren 1993–1995. Tysklands ambassadör är Ina Lepel.

### Fotnoter
1. ↑  ”Kanzlei” (på tyska). Tysklands ambassad i Jakarta. Arkiverad från originalet den 27 september 2015. https://web.archive.org/web/20150927032114/http://www.jakarta.diplo.de/Vertretung/jakarta/de/03_20Botschaft/Kanzlei__und__Residenz/0-Kanzlei__und__Residenz.html. Läst 12 november 2015.